# Concerto di Capodanno di Vienna
Il Concerto di Capodanno di Vienna (in tedesco Das Neujahrskonzert der Wiener Philharmoniker) è il tradizionale concerto della Filarmonica di Vienna che si tiene dal 1939 a Capodanno nella sala dorata del Musikverein di Vienna.
La popolarità del Concerto ne fa uno degli avvenimenti musicali più seguiti al mondo, diffuso dalle emittenti di almeno 90 paesi, con un pubblico stimato in almeno un miliardo di spettatori in ogni parte del mondo. Il concerto del 2010 è stato trasmesso in più di 70 paesi. A partire dal 1991, la regia televisiva è curata da Brian Large, celebrato regista londinese, esperto nel filmare concerti di musica classica e operistica.

## Storia

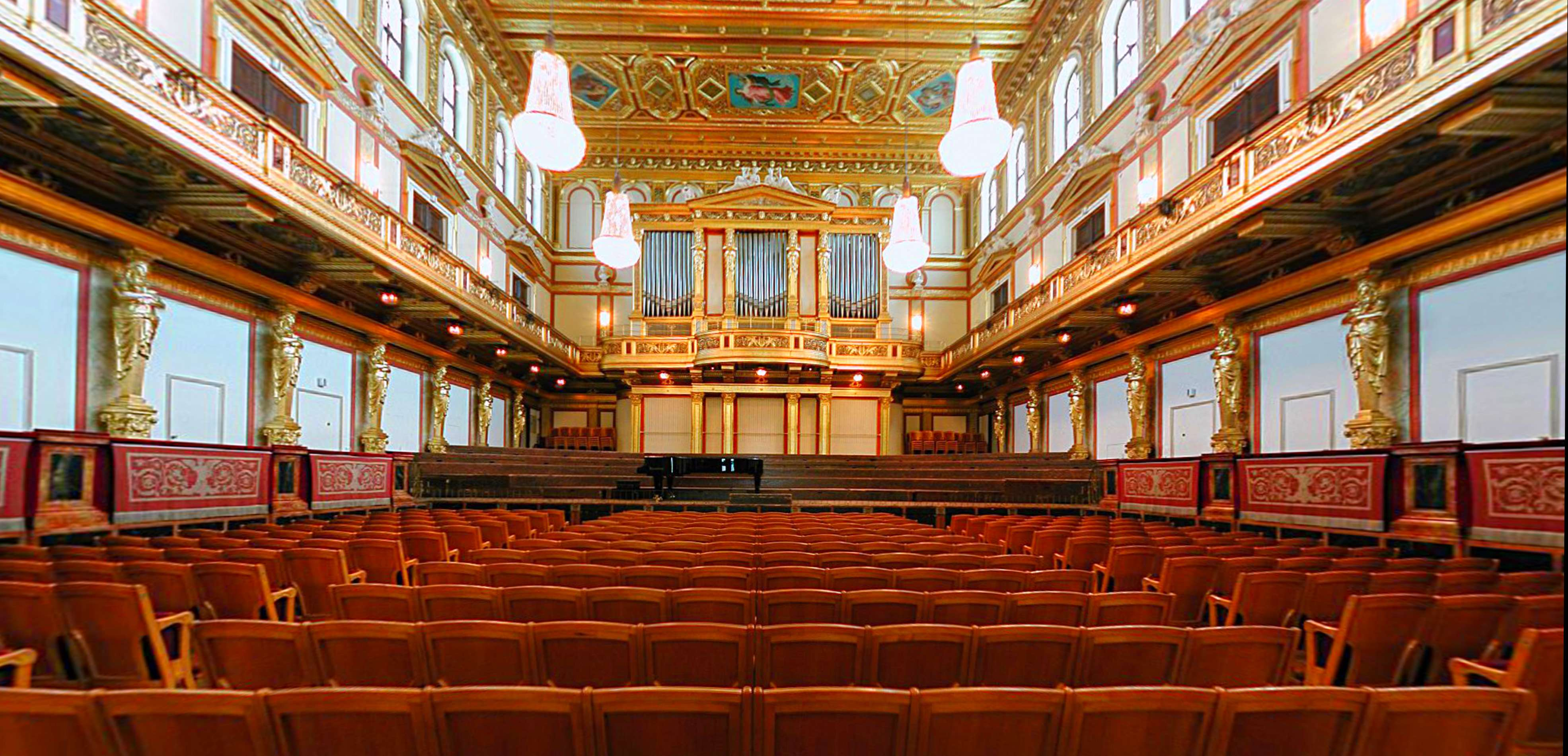
La Goldener Saal (Sala Dorata) del Musikverein di Vienna, storica sede del Concerto di Capodanno.

Il 12 marzo del 1938, la Germania annunciò l'annessione (Anschluss) dell'Austria, che divenne una provincia del Terzo Reich. Questa fusione durò fino alla fine della seconda guerra mondiale nel 1945. Proprio a questo momento così drammatico della storia austriaca risale il primo concerto di capodanno della storia: nel 1939, infatti, il direttore d'orchestra della Filarmonica di Vienna Clemens Krauss prese l'iniziativa di dedicare interamente un concerto alla figura di Johann Strauss figlio, dedicando il primo concerto al Winterhilfswerk nazista, messo in piedi dopo l'inizio del secondo conflitto mondiale. Il primo concerto non ebbe luogo il giorno di capodanno, bensì la sera del 31 dicembre 1939, e venne pubblicizzato come un concerto speciale e straordinario (Außerordentliches Konzert).
L'anno successivo fu impedito il regolare svolgimento del concerto che riprese però il 1º gennaio 1941 (questa la data ufficiale del primo vero concerto di capodanno), sempre con la direzione di Krauss.

Questo il programma del primo concerto del 1939:
- Morgenblätter valzer, op. 279
- Annen-Polka op. 117
- Csárdás dall'opera Ritter Pásmán
- Kaiser-Walzer op. 437
- Leichtes Blut polka-schnell, op. 319
- Egyptischer-Marsch op. 335
- Geschichten aus dem Wienerwald valzer, op. 325
- Pizzicato Polka op. 234
- Perpetuum mobile. Ein musikalischer Scherz op. 257
- Ouverture dall'operetta Die Fledermaus

Al di la delle motivazioni sociali e politiche, quel primo concerto nel nome di Strauss ebbe una accoglienza entusiastica. Krauss tornò alla guida del concerto il 1º gennaio 1941 (da allora questo evento si è sempre svolto con regolarità ogni anno) e vi rimase fino al 1945, incentrando i programmi dei concerti di quegli anni quasi esclusivamente su composizioni di Johann Strauss (figlio), con qualche significativa apertura nei confronti di Josef Strauss, del quale propose significativi valzer (come Sphärenklänge) e polke (come Die Libelle). Questo il programma del concerto di capodanno del 1941:
- Frauenwürde valzer, op. 277
- Moulinet-Polka op. 57
- Eingesendet Polka-schnell, op. 240
- Wiener Blut valzer, op. 354
- Demolirer-Polka op. 269
- Éljen a Magyar! Polka-schnell, op. 332
- Ouverture dall'operetta Der Zigeunerbaron
- Russischer Marsch op. 426
- I Tipferl Polka, Op. 377
- Rosen aus dem Süden valzer, op. 388
- Pizzicato Polka op. 234
- Perpetuum mobile. Ein musikalischer Scherz op. 257

Al termine del conflitto, la direzione del concerto passò per due anni a Joseph Krips, musicista austriaco che immise alcune importanti novità. Si deve a Krips un più accentuato interesse per la produzione di Josef, del quale furono presentati in quel biennio alcune delle pagine più significative: Aquarellen-Walzer, Delirien-Walzer, Jockey-Polka, Dorfschwalben aus Österreich. Nel concerto del 1946 fece la sua prima apparizione Johann Strauss padre, di cui fu eseguita come bis, la celebre Radetzky-Marsch (Marcia di Radetzky) e l'anno seguente la sua polka Piefke und Pufke.
Quando Krauss tornò sul podio, nel 1948, il concerto di capodanno era ormai diventato un'istituzione, e il programma aveva una sua precisa organizzazione: prevalenza di musiche di Johann jr. alternate fra valzer e polke e inserimento di significativi di Josef. Krauss diresse il suo ultimo concerto di capodanno nel 1954: morì pochi mesi dopo, nel maggio dello stesso anno.
La sostituzione di Krauss non fu facile, ma alla fine la scelta ricadde su Willi Boskovsky; viennese nato nel 1909, già primo violino dei Wiener Philharmoniker, nel 1955 sostituì per la prima volta Krauss: da quel momento e senza interruzioni, per i successivi venticinque anni, fu Boskovsky ad incarnare l'anima del concerto di capodanno. Personalità estroversa, simpatico, Boskovsky (che spesso dirigeva con violino e archetto, tradizione che risaliva ai tempi degli Strauss) seppe instaurare sin dall'inizio un rapporto straordinario con l'orchestra e con il pubblico al quale a volte si rivolgeva, creando una tradizione che poi nessun maestro ha mai fatto decadere.
Durante gli anni di Boskovsky, il programma del concerto si vide progressivamente arricchire di pagine fino ad allora mai eseguite e fecero il loro ingresso compositori anche non appartenenti alla famiglia Strauss.
Dal 1959 iniziano le riprese televisive austriache, che determinano l'inizio di una popolarità mondiale
Nel 1961, per la prima volta fece il suo ingresso nel programma del concerto un valzer di Joseph Lanner (storico rivale e amico di Johann Strauss padre) e anche negli anni successivi alcune sue significative pagine si alternarono a quelle degli Strauss: Hofballtänze-Walzer, Die Werber-Walzer, Die Romantiker-Walzer e Die Schönbrunner.
Nel 1964 vi fu invece il debutto al concerto di capodanno dell'ultimo membro di Casa Strauss, Eduard, di cui vennero proposti il galopp Bahn Frei! e l'anno successivo due polke, Augensprache e Mit Dampf. Fu ancora Boskovsky ad introdurre, qualche anno più tardi, altri celebri nomi della tradizione musicale viennese all'interno del concerto. Nel 1972 accanto a quello degli Strauss apparve il nome di Ziehrer (celebre rivale degli Strauss), compositore e direttore di banda viennese vissuto fra il 1843 e il 1922 a cui Boskovsky fece seguire negli anni successivi anche Schubert e Suppé.
Nel 1967, per celebrare il centenario della prima esecuzione, il valzer An der schonen Blauen Donau di Johann Strauss (figlio) fu inserito nel programma ufficiale del concerto, ad apertura della seconda parte, e non eseguito come consueto bis.
Willi Boskovsky diresse il suo ultimo concerto di capodanno il 1º gennaio 1979. Un mese dopo, il 30 gennaio 1979, dopo essersi già accordato con il direttore dei Wiener, Alfred Altenburger per dirigere anche nel 1980, fu colpito da un ictus, che gli provocò una leggera paralisi sul lato destro. In ottobre 1979, essendo la convalescenza troppo lenta, comunicò la sua decisione di rinunciare al concerto e l'orchestra chiese a Lorin Maazel, direttore designato della Wiener Staastoper, di fama internazionale, di portare avanti la tradizione di questi concerti.
Per la prima volta, il 1º gennaio 1980, il concerto venne diretto da un direttore non austriaco, ma ciò non comportò alcun cambiamento sostanziale alla consolidata tradizione che si era venuta a formare con gli anni di Boskovsky: sempre musiche degli Strauss con spazio per qualche altro compositore (Offenbach, Nicolai e perfino Berlioz).
A partire dal 1987, dopo che Maazel aveva diretto il suo ultimo concerto il 1º gennaio 1986, iniziò la tradizione, mai più interrotta, dell'avvicendamento di un direttore di fama internazionale diverso per ogni concerto di capodanno. Il 1º gennaio 1987, all'età di 78 anni, fu Herbert von Karajan a salire sul podio dei Wiener Philharmoniker. Per tutti gli anni novanta e i primi anni del duemila, si susseguiranno altrettanti illustri direttori d'orchestra di ogni nazionalità: oltre al già citato Lorin Maazel (richiamato in altre 4 occasioni), hanno diretto il concerto Claudio Abbado, Carlos Kleiber, Zubin Mehta, Riccardo Muti, Nikolaus Harnoncourt, Seiji Ozawa, Mariss Jansons, Georges Prêtre e Daniel Barenboim. Gli anni duemiladieci e duemilaventi hanno visto l'ingaggio di un nuovo direttore austriaco, Franz Welser-Möst, e di giovani direttori quali Gustavo Dudamel e Andris Nelsons, nonché la direzione del concerto, nel 2019, da parte del primo tedesco, Christian Thielemann.
Nel 2013, in occasione dei 200 anni dalla nascita dei due compositori, nel programma sono stati eseguiti un brano di Richard Wagner ed un brano di Giuseppe Verdi.
Nel 2014, in occasione del 150º anniversario della nascita, viene inserito in programma per la prima volta un brano di Richard Strauss, che a dispetto del cognome non ha alcun legame di parentela con la famiglia viennese..
A causa dell'emergenza dovuta alla pandemia da COVID-19, l'edizione del 2021 si è svolta senza il pubblico in sala. Attraverso una piattaforma online, gli spettatori hanno potuto inviare un virtuale applauso ai musicisti..
Nel 2024, in occasione dei 200 anni dalla nascita di Anton Bruckner, è stata eseguita una Quadrille (con arrangiamento per orchestra di Wolfgang Dörner) per celebrare il compositore.
Dal 1981 al 2013 l'allestimento della sala fu curato con fiori provenienti da Sanremo. A partire dal 2015 i fiori sono un dono della città di Vienna.
Per poter assistere al concerto, ogni anno, nel mese di febbraio dell'anno che precede il concerto, si partecipa ad una lotteria online cui tutti possono partecipare, previa registrazione al sito del Wiener Philharmoniker. Nel successivo mese di marzo vengono, poi, estratti a sorte i nominativi di coloro i quali hanno partecipato alla lotteria che, solo allora, potranno acquistare il sospirato biglietto. Quindi l'organizzazione della vendita dei biglietti dura dai dieci fino ai nove mesi prima dell'inizio dell'evento: ad esempio, per il capodanno 2009 sono stati messi in vendita sul sito dei Wiener Philharmoniker dal 2 al 23 gennaio 2008.

## Programma
Il programma, suddiviso in due parti, si basa prevalentemente su musiche della famiglia Strauss (Johann padre, Johann figlio, Josef ed Eduard), venendo solitamente concluso con l'esecuzione di tre brani fuori programma, due dei quali fissi: il primo è una polka veloce (o galopp), il secondo è An der schönen blauen Donau (Sul bel Danubio blu) di Johann Strauss figlio e il terzo ed ultimo è la Radetzky-Marsch (Marcia di Radetzky) di Johann Strauss padre; durante quest'ultimo brano il pubblico in sala è solito battere le mani seguendo il tempo scandito dal direttore, assieme all'incalzare dell'orchestra. Sempre da tradizione, alle prime note del Danubio blu il pubblico fa partire un lungo applauso, che interrompe l'esecuzione, a cui seguono gli auguri degli orchestrali e del direttore, che esordisce:
Alla musica si aggiunge la danza, eseguita dai ballerini dell'Opera di Stato e che ha come ambientazione i prestigiosi interni ed esterni dei palazzi storici di Vienna. Questi balletti, che solitamente appaiono nella seconda parte del Concerto, sono destinati al solo pubblico televisivo; per evidenti ragioni logistiche, il pubblico in sala non può vederli.

## Direttori d'orchestra
- 1939  Clemens Krauss
- 1940 non organizzato
- 1941-1945  Clemens Krauss
- 1946-1947  Josef Krips
- 1948-1954  Clemens Krauss
- 1955-1979  Willi Boskovsky
- 1980-1986  Lorin Maazel
- 1987  Herbert von Karajan
- 1988  Claudio Abbado
- 1989  Carlos Kleiber
- 1990  Zubin Mehta
- 1991  Claudio Abbado
- 1992  Carlos Kleiber
- 1993  Riccardo Muti
- 1994  Lorin Maazel
- 1995  Zubin Mehta
- 1996  Lorin Maazel
- 1997  Riccardo Muti
- 1998  Zubin Mehta
- 1999  Lorin Maazel
- 2000  Riccardo Muti
- 2001  Nikolaus Harnoncourt
- 2002  Seiji Ozawa
- 2003  Nikolaus Harnoncourt
- 2004  Riccardo Muti
- 2005  Lorin Maazel
- 2006  Mariss Jansons
- 2007  Zubin Mehta
- 2008  Georges Prêtre
- 2009  Daniel Barenboim
- 2010  Georges Prêtre
- 2011  Franz Welser-Möst
- 2012  Mariss Jansons
- 2013  Franz Welser-Möst
- 2014  Daniel Barenboim
- 2015  Zubin Mehta
- 2016  Mariss Jansons
- 2017  Gustavo Dudamel
- 2018  Riccardo Muti
- 2019  Christian Thielemann
- 2020  Andris Nelsons
- 2021  Riccardo Muti
- 2022  Daniel Barenboim
- 2023  Franz Welser-Möst
- 2024  Christian Thielemann
- 2025  Riccardo Muti
- 2026  Yannick Nézet-Séguin[4]
- 2027  Antonio Pappano

## Discografia parziale
- Neujahrskonzert 1941, Clemens Krauss - Vienna Philharmonic Records
- Neujahrskonzert 1951/1954, Clemens Krauss - Decca
- Neujahrskonzert 1952, Clemens Krauss - Infinity
- Neujahrskonzert 1952/1954, Clemens Krauss - Archipel
- Neujahrskonzert 1954, Clemens Krauss - Archiphon
- Neujahrskonzert 1961/1962, Willi Boskovsky - Frequenz
- Neujahrskonzert 1975, Willi Boskovsky - Decca
- Neujahrskonzert 1979, Willi Boskovsky - Decca
- Neujahrskonzert 1980, Lorin Maazel - Deutsche Grammophon
- Neujahrskonzert 1981, Lorin Maazel - Deutsche Grammophon
- Neujahrskonzert 1982, Lorin Maazel - Deutsche Grammophon
- Neujahrskonzert 1983, Lorin Maazel - Deutsche Grammophon
- Neujahrskonzert 1987, Herbert von Karajan - Deutsche Grammophon
- Neujahrskonzert 1988, Claudio Abbado - Deutsche Grammophon
- Neujahrskonzert 1989, Carlos Kleiber - Sony/Brilliant
- Neujahrskonzert 1990, Zubin Mehta - Sony
- Neujahrskonzert 1991, Claudio Abbado - Deutsche Grammophon
- Neujahrskonzert 1992, Carlos Kleiber - Sony
- Neujahrskonzert 1993, Riccardo Muti - Philips
- Neujahrskonzert 1994, Lorin Maazel - Sony
- Neujahrskonzert 1995, Zubin Mehta - Sony
- Neujahrskonzert 1996, Lorin Maazel - RCA - terza posizione in Austria
- Neujahrskonzert 1997, Riccardo Muti - EMI - settima posizione in Austria
- Neujahrskonzert 1995, Zubin Mehta - RCA
- Neujahrskonzert 1999, Lorin Maazel - RCA - quarta posizione in Austria
- Neujahrskonzert 2000, Riccardo Muti - EMI - ottava posizione in Austria
- Neujahrskonzert 2001, Nikolaus Harnoncourt - Teldec - prima posizione per 2 settimane in Austria
- Neujahrskonzert 2002, Seiji Ozawa - Philips - prima posizione per 2 settimane in Austria
- Neujahrskonzert 2003, Nikolaus Harnoncourt - Deutsche Grammophon - prima posizione per 3 settimane in Austria
- Neujahrskonzert 2004, Riccardo Muti - Deutsche Grammophon - prima posizione per 4 settimane in Austria
- Neujahrskonzert 2005, Lorin Maazel - Deutsche Grammophon - prima posizione per 2 settimane in Austria
- Neujahrskonzert 2006, Mariss Jansons - Deutsche Grammophon - prima posizione per 2 settimane in Austria
- Neujahrskonzert 2007, Zubin Metha - Deutsche Grammophon - prima posizione per 3 settimane in Austria
- Neujahrskonzert 2008, Georges Pretre - Decca - prima posizione per 3 settimane in Austria
- Neujahrskonzert 2009, Daniel Barenboim - Decca - prima posizione per 2 settimane in Austria
- Neujahrskonzert 2010, Georges Prètre - Decca - prima posizione per 3 settimane in Austria e decima in Grecia
- Neujahrskonzert 2011, Franz Welser-Möst - Decca - prima posizione per 2 settimane in Austria
- Neujahrskonzert 2012, Mariss Jansons - Sony - prima posizione per 3 settimane in Austria e nona in Svizzera
- Neujahrskonzert 2013, Franz Welser-Möst - Sony - prima posizione in Austria
- Neujahrskonzert 2014, Daniel Barenboim - Sony - prima posizione per 2 settimane in Austria e nona in Svizzera
- Neujahrskonzert 2015, Zubin Metha - Sony - prima posizione in Austria ed ottava in Svizzera
- Neujahrskonzert 2016, Mariss Jansons - Sony - prima posizione in Austria, ottava in Svizzera e decima in Germania
- Neujahrskonzert 2017, Gustavo Dudamel - Sony - prima posizione in Austria per 3 settimane, settima in Svizzera ed ottava in Spagna
- Neujahrskonzert 2018, Riccardo Muti - Sony
- Neujahrskonzert 2019, Christian Thielemann - Sony
- Neujahrskonzert 2020, Andris Nelsons - Sony
- Neujahrskonzert 2021, Riccardo Muti - Sony
- Neujahrskonzert 2022, Daniel Barenboim - Sony
- Neujahrskonzert 2023, Franz Welser-Möst - Sony
- Neujahrskonzert 2024, Christian Thielemann - Sony

| Casa Discografica        | Anno di Registrazione                 |
| ------------------------ | ------------------------------------- |
| Decca Records            | 1975, 1979, 2008–2011                 |
| Deutsche Grammophon      | 1980–1983, 1987-1988, 1991, 2003–2007 |
| Sony Classical           | 1989–1990, 1992, 1994–1995, 2012–2021 |
| Philips Classics Records | 1993, 2002                            |
| BMG                      | 1996, 1998–1999                       |
| EMI                      | 1997, 2000                            |
| Teldec                   | 2001                                  |

## I "concerti" di Capodanno
Quello eseguito la mattina del 1º gennaio è solo l'ultimo di una serie di tre, identici concerti.
Il primo viene eseguito la mattina del 30 dicembre ed è riservato alle forze armate austriache, mentre il secondo viene eseguito nel tardo pomeriggio del 31 dicembre
In tutti e tre i casi si tratta del medesimo programma, eseguito nel medesimo luogo e con lo stesso direttore d'orchestra. Mancando, nei primi due casi, la diretta televisiva, questi concerti non sono accompagnati dai balletti; una differenza (l'unica) che comunque non viene assolutamente avvertita dal pubblico in sala.

## La televisione e il concerto di Capodanno
Il concerto di Capodanno è trasmesso la mattina del primo giorno dell'anno in un crescente numero di paesi. Storicamente trasmesso dalle emittenti di grandi paesi Europei (la Tedesca ZDF per esempio), dal 1991 il concerto è inserito dall'Unione europea di radiodiffusione tra gli eventi in Eurovisione, e come tale è introdotto dal Te Deum di Marc-Antoine Charpentier. Dal 1985 è anche trasmesso da PBS negli Stati Uniti e dal 2006 in un numero di canali africani. Anche paesi remoti come Australia e Giappone ne hanno copertura.
La mattina del primo gennaio, tra le 11:15 e le 13:45 il concerto viene trasmesso in diretta televisiva da molte emittenti (ORF in Austria, ZDF in Germania, TVE in Spagna, France 2 in Francia, NOS nei Paesi Bassi e altri). Ciascuna emittente adatta la trasmissione alle necessità del proprio palinsesto. Fa eccezione per esempio la BBC, che lo trasmette intorno alle 11:00 ora locale (dunque con un'ora di differita).
Dalla prima edizione del 1959 al 2003 la Rai ha trasmesso in Italia in diretta da Vienna su Rai 1 la seconda parte del concerto di Vienna, con il commento, tra gli altri, di Guido Oddo, Giulio Marchetti, Enrica Bonaccorti, e soprattutto Peppi Franzelin (quest'ultima dal 1980 al 2003). Dal 2004 la programmazione del concerto di Vienna è stata spostata su Rai 2, dove viene trasmesso integralmente e in differita dalle ore 13:30, mentre su Rai 1 viene proposto il Concerto di Capodanno di Venezia, nato come evento straordinario al culmine degli eventi commemorativi della ricostruzione del Gran Teatro La Fenice a seguito del terribile incendio doloso che lo distrusse la sera del 24 gennaio 1996 e divenuto poi un appuntamento tradizionale. Il Concerto di Capodanno di Vienna del 2010, diretto da Georges Prêtre e trasmesso da Rai 2, è stato il primo ad essere commentato da Anna Rastelli fino all'edizione del 2012. Christfriede Galatzer lo commenta dal 2013, anno in cui il concerto viene trasmesso anche in replica in prima serata su Rai 5 mentre dal 2015 quando è trasmesso su Rai 2 viene trasmesso anche in HD su Rai HD. Dal 2016 l'evento è a cura di Rai Cultura.

## Oltre la Cortina di ferro
Quando esisteva l'Unione Sovietica, il regime comunista proibiva qualsiasi tipo di contatto, incluso quello radiofonico e televisivo, tra i paesi situati oltre la Cortina di ferro e l'occidente. Il Concerto di Capodanno di Vienna era uno dei pochissimi eventi occidentali che aveva il benestare da parte dei commissari politici dell'URSS, venendo trasmesso in diretta televisiva anche in molti paesi oltrecortina, come la Romania.

## Ulteriori concerti di Capodanno a Vienna
La Wiener Hofburg Orchester organizza i suoi tradizionali concerti di San Silvestro e Capodanno il 31 dicembre e il 1º gennaio nelle sale della Wiener Hofburg.
Il programma propone le melodie dei valzer e delle operette più conosciuti di Johann Strauß, Emmerich Kálmán, Franz Lehár e arie da opere di Wolfgang Amadeus Mozart.